# Txa-txa-txa
El txa-txa-txa és un ball ràpid d'origen cubà de quatre temps que combina ritmes de la rumba i del mambo, caracteritzat perquè, en els dos primers temps, es fan dos passos lents acompanyats d'un moviment circular de malucs i flexió pronunciada de la cama que fa el pas i, en els dos últims temps, es fan tres passos ràpids gairebé sense desplaçar-se de lloc.

## Etimologia
La paraula txatxa és d'origen haitià i es refereix al soroll que fa un instrument musical popular.

## Origen
El txa-txa-txa deriva de la rumba i el mambo en el compàs del 4 per 4. Com que el mambo resultava bastant difícil de ballar pels passos a contratemps i les melodies sincopades, el 1951 el compositor cubà Enrique Jarrin va introduir els ritmes del txa-txa-txa menys sincopats i, per tant, més fàcils d'executar. L'accent es desplaça des de la quarta corxera (2/4) que es produeix en el mambo cap al primer temps en el txa-txa-txa. Els músics de l'orquestra fan petits cors. L'estil també rep influència del xotis. Actualment es considera un ball de saló.